# Melanie Wichterich
Melanie Wichterich (* 4. August 1982 in Bergisch Gladbach) ist eine deutsche Schauspielerin.

## Leben
Melanie Wichterich machte ab 1993 eine Körper- und Tanzausbildung. Ab 1999 nahm sie privaten Schauspielunterricht bei Laura Tassi, Ursula Michelis, Manfred Schwabe und Tilmann Schillinger. Außerdem absolvierte sie ein Moderationstraining. Am 19. Juli 2000 war sie erstmals in der Daily-Soap Unter uns bei RTL zu sehen. Sie spielte dort bis zu ihrem Ausstieg am 30. Januar 2004 die Rolle von Viktoria „Vicky“ Kramer. 
Später war sie in zahlreichen Fernsehserien im deutschen Fernsehen engagiert, wie 2004 in der TV-Serie Ein Fall für zwei als Christy Gerdts sowie in Besser als Schule als Dana, 2005 in Pfarrer Braun – Adel vernichtet und in Crazy Partners als Silvia. Im Jahr 2006 war sie bei Großstadtrevier in der Folge Rampensau und in Die Spezialisten: Kripo Rhein-Main in der Folge Startbahn frei! zu sehen. 
Melanie Wichterich lebt in Koblenz, ist seit dem 30. April 2005 verheiratet und hat zwei Schwestern (Sarah Wichterich und Jennifer Wichterich).